# Красные Баки
Кра́сные Ба́ки — посёлок городского типа, административный центр Краснобаковского муниципального района Нижегородской области России, площадь без прилегающих деревень прим 4,5 кв.км.

## История
Первое упоминание о деревне Баки относится к 1617 году. В 1635 году в деревне была построена церковь в честь Николы Чудотворца и с этого момента село носило двойное название Никольское-Баки. Село было центром разинского движения на Ветлуге под руководством разинского атамана Ильи Долгополова. 17 декабря 1670 года на центральной площади села состоялась казнь повстанцев.
Свое название деревня получила из-за того, что по бассейну рек Мошны и Баковки образовался своеобразный коридор великокняжеских земель между землями Варнавинского и Макарьевского монастырей. Этот коридор получил название «боковка», то есть по боку владений. Такое же название получила и речка, протекающая по этому коридору пограничной земли. Для охраны переправы через Ветлугу, здесь возникают два починка с русским населением — Бочки Малые и Бочки Большие, последняя к началу XVII века стала называться просто деревня Боки. В 1617 году московские дьяки (переписчики) составляли в Поветлужье «Писцовые» или «дозорные» книги. Они, благодаря своему акающему говору, изменили в названии речки и деревни гласную «о» на «а», написав «речка Баковка», «деревня Баки». Такого рода изменений, сделанных московскими дьяками по Приветлужью, было очень много: Папиха, вместо Попиха; Асташиха, вместо Осташиха; Адоевщина, вместо Одоевщина; речка Какша, вместо Кокша и т. д.
С 1923 года село носит нынешнее название. Статус посёлка городского типа с 1947 года.
В 1989 году в Красных Баках была сформирована отдельная дорожно-строительная бригада ЦДСУ МО СССР для выполнения государственных задач, впоследствии расформированная.

## Население
| 1959  | 1970  | 1979  | 1989  | 2002  | 2008  | 2009  |
| ----- | ----- | ----- | ----- | ----- | ----- | ----- |
| 6656  | ↗7309 | ↘7281 | ↗8456 | ↘7944 | ↘7439 | ↘7434 |
| 2010  | 2011  | 2012  | 2013  | 2014  | 2015  | 2016  |
| ↘7295 | ↘7258 | ↘7235 | ↗7340 | ↗7387 | ↘7374 | ↗7379 |
| 2017  | 2018  | 2019  | 2020  | 2021  |       |       |
| ↗7380 | ↘7312 | ↗7358 | ↘7322 | ↗7348 |       |       |

## Экономика, образование
В посёлке размещены лесной колледж, филиал ФГУП «НПП „Полёт“» (выпускает приборы для авиационной радиосвязи, медтехнику).
До 80-х годов XX века в посёлке функционировали формалиновый цех Ветлужского лесохимкомбината (единственный в СССР в 1930—1940-х годах производитель формалина), молокозавод, филиал деревообрабатывающего комбината «Ударник», 3 строительные организации.

## Транспорт
До 80-х годов XX века активно использовалась традиционная водная магистраль — река Ветлуга (приток Волги), в 9 км к югу от железнодорожной станции Ветлужская существовала пристань, через посёлок проходила автомобильная дорога Нижний Новгород — Киров. С открытием в декабре 1977 года автомобильного моста через Ветлугу в двух км от посёлка транспортный поток проходит вне его границ.

## Культура, достопримечательности
В посёлке работают историко-краеведческий музей, районная библиотека, районный центр досуга и кино, в 2011 году был открыт физкультурно-оздоровительный комплекс «Богатырь» с круглогодичной ледовой ареной, бассейном и многофункциональным спортивным залом. В центре Красных Баков находится братская могила умерших от ран бойцов Красной Армии, проходивших лечение в эвакогоспитале в годы Великой Отечественной войны. В 1960 году на площади 14 га в границах посёлка был заложен дендрологический сад, где сегодня произрастают 300 видов растений.
Родина Героя Советского Союза, участника «десанта Ольшанского» Николая Хлебова. Одна из улиц посёлка названа его именем.